# 判官 (官職)
判官，中國古代官名。「判」是執行、處理的意思，判官是一種執行任務的官員，並非審案的法官:520。唐朝節度使、觀察使、防御使等幕下都有判官，是官署長官的僚屬。宋朝節度使、觀察使、防御使、團練使、宣撫使、安撫使、制置使、轉運使、常平使等，亦有判官處理公事。元朝則於各州府設置，明朝僅州置判官，無定員:187。

## 唐代
唐朝判官都加上所屬單位或上司的名稱，以顯示這些判官的真正身分和職務，如節度判官、觀察判官、鹽鐵判官、轉運判官、糧料使判官、理匭使判官、功德使判官、教坊判官、瓊林庫作坊判官等等。判官可分五大類：方鎮判官、財經系判官、皇朝特使判官、京城諸使判官、內諸司使判官。前三類判官地位較高，多由有科名的士人或官歷較深的官員出任，屬中層文官，年齡大多位於35-45歲之間。任過判官後，他們有些官至刺史、節度使，甚至宰相的高位，可說是官員從中層遷轉到高官的重要樞紐。京城諸使判官比較複雜，他們地位一般不如前三類。有的京城使職如理匭使，例由士人高官充任，他們的判官也就比較有身份和地位，多為士人，甚至由考中進士者擔任。但有些京城使職如功德使:521，例由宦官充當，他們所帶的判官便有卑微至胥吏者。內諸司使判官地位最低下，內諸司使負責官廷日常生活所需，多由宦官擔任，他們的判官不會是士人，而多是長期在宮殿內服務的專門伎術官，有些也可能是宦官。由於判官本身沒有品秩，他照例帶有朝銜（一般是「檢校」郎官銜，但也有帶較低「試」銜者），或憲銜（兼監察御史、殿中侍御史或侍御史），或兩者兼有。這種朝銜、憲銜沒有實職，但也有所升遷:522。